# Ортоза
Ортоза, ортотичко средство је ортопедско помагало које води, подупире, растерећује, фиксира (стабилизује) или исправља постојећи део тела, и помаже или контролише функцију локомоторног система. Користе се углавном привремено. Ортозом се никад не постиже идеалан контакт са телом, тако да са њом није увек могућа идеална корекција. Зато ортозу мора да прописује лекар специјалиста (ортопед, физијатар, хирург) строго према медицинским индикацијама.

## Ортотика
Ортотика (грч. Ορθος, орто, „исправити“ или „поравнати") је област медицине које се бави пројектовањем, израдом и применом ортоза.

Она у свом раду примењује мултидисциплинарни приступ који се заснива на научним сазнањима из медицине, физике, математике, технике и технологије материјала. А изучава; анатомију, физиологију, патофизиологију и биомеханику локомоторног апарата и изучава и психологију корисника ортоза у изради савремених помагала. 
Ортотика има за циљ да механички исправи патолошко стање ортозом чија производња и примена мора бити регулисана од стране сертификационог тела (атестирано). Једноставан предлог за заједничку кодификацију протетских помагала дао је грчки ортопедских хирург др Хари Гувас (dr Harry Gouvas).

## Намена ортоза
Основна намена ортоза или ортотског помагала је да замени оштећене или изгубљене функције тела и примењују се у процесу функционалног лечења да;
- Омогуће компензацију нарушених функција, што се пре свега огледа у превенцији настанка инвалидитета.
- Развију преостале функционалне способности, што се у терапијски у смислу огледа у растерећењу инфламираног зглоба и смањења болова у њему и представља основни принцип у свеобухватном лечењу запаљењских реуматичних болести.
- Изврше супституцију, односно замену оштећених и трајно изгубљених функција.

Из напред изнетих чињеница произилази да ортозе могу бити намењене за;
- имобилизацију,
- контролу смера и обима покрета,
- растерећење или за подршку,
- супституцију (замену),... односно ортозе могу бити намењене провокативном жељеном кретању, усмеравању раста, превенцији и корекцији деформитета те побољшању или замени функционалног дефицита...

Према дужини употребе ортозе могу бити намењене за; привремену или трајну употребу.

## Конструкција
Ортотско деловање се заснива на примени корективних сила усмерених на поједине делове тела, уз ограничену подношљивост притиска условљеног квалитетом коже и меких ткива, због чега се мора водити рачуна о расподели сила на јединицу површине као и тачкама ослонца, у току конструисања и израде ортоза. Савремени развој ортотике се базира на технолошком развоју нових материјала, који дају изузетну чврстину а смањују тежину, па је избор материјала битан и зависи о његовој намени. 

Ортозе се израђују по гипсаном отиску индивидуално за сваког болесника (мада у продаји постоје и готове фабричке ортозе) од нискотемпературних термопластичних материјала, од високотемпературних термопластичних материјала и од карбонских влакана и метала, али су најчешће израђују комбинованом применом више врста материјала (флексибилнијих или чвршћи материјала) у зависности од њихове намене. Ортозе морају бити изузетно чврсте, лагане и естетски прихватљиве, а њихова конструкција мора бити таква да је болесник способан да сам ставља и скида ортозу. 

## Врсте ортоза
Ортозе се називају према месту на које се постављају, а према намени и конструктивним карактеристикама разликујемо ортозе за;
- Горње удове (екстремитете)
- Доње удове (екстремитете)
- Кичмени стуб (стезник)
- Грудни кош
- Корективне ортозе

### Ортозе за горње удове

##### Ортозе за стабилизацију ручног зглоба и шаке
Примењују се код болесника са реуматоидним артритисом, тетраплегијом, парезом, плегијом руке настале због оштећења живца или централног оштећења (у мозгу). Индикација за примену ових ортоза је и постоперативна рехабилитација болесника након реконструктивних захвата ручном зглобу и шаци. 

##### Ортозе за стабилизацију лакта
Израђују се од високотемпературног термопластичног материјала, по гипсаном отиску и примењује за имобилизацију прелома костију руке. 

##### Ортозе за стабилизацију лакта и ручног зглоба (са зглобом)
Примењује се код болесника са реуматоидним артритисом, преломом руке и после реконструктивних захвата на ручном или лакатном зглобу.

### Ортозе за доње удове

##### Ортозе за зглоб глежња и стопала
Ортозе за зглоб глежња и стопало делимо на корективне и стабилизационе. Корективне ортозе се примењују за лечење деформитета и њихову делимичну или потпуне корекцију и заустављање њихове деље прогресије. Стабилизационе ортозе се примењују за потпору угроженом делу тела. У ову групу ортоза спадају;
- Стабилизациона ортоза за зглоб глежња и стопало: примењује се код прелома или ишчашења или хроничне нестабилности глежња. Израђује се од високотемпературног термопластичног материјала, по гипсаном отиску. у њих може бити уграђен и метални зглоб.
- Ринг ортоза: примењује се за корекцију израженог плановалгуса стопала. Недостатак код ових ортоза је врло захтевна израда недовољна поузданост резултата: одлична или никаква функционалност.
- Перонеална ортоза: примењује се код слабости дорзифлексије стопала. Помаже подизање стопала од подлоге у тренутку преласка из фазе ослонца у фазу њихања хода. На тај начин ортоза смањује ризик од запињања прстију о подлогу и компензаторних неправилних покрета током хода. Перонеална ортозе састоји се од улошка испод стопала који прелази у потколени део. Између њих је угао од 90°. Уложак ортозе подржава стопало и не дозвољава његово падање.

##### Ортозе за колена
- Стабилизациона зглобна ортозе за колено; се користи за конзервативни и постоперативни начин лечења меких делова коленог зглоба. Посебно је важна у постоперативној рехабилитацији повреда. Главне индикације за примену ове ортозе су конзервативно лечење руптуре колатералних лигамената и након операционе реконструкције лигамената и ишчашења зглоба колена. Осим подршке, коленом зглобу ова ортоза ограничава обим покрета у зглобу (а од индикација зависи који покрети бити ограничени). Израђује се од високотемпературног термопластичног материјала и металних зглобова, по гипсаном отиску.
- Растеретна зглобна ортозе за колено; индикована је после хируршког лечења оштећења хрскавице коленог зглоба јер помаже растерећењу феморотибијалног дела коленог зглоба, медијалног или латералног, све док хрскавица зглоба није спремна за повећано оптерећење. Ова ортоза мора да има јако малу тежину и због тога се на њој метални зглоб налази само са спољне стране колена. Осим лакоће, таква израда ортозу чини и естетски прихватљивијом. Израђује се од високотемпературног термопластичног материјала и металног зглоба по гипсаном отиску.

##### Ортозе за колено, зглоб глежња и стопала
- ортоза; примењује се код:

- свих неуромоторичких поремећаја са последичном слабошћу мускулатуре натколенице, потколенице и стопала,
- млитаве парапарезе код особа с церебралном парализом, мишићном дистрофијом, спиналном амиотрофијом и након спиналних повреда или болести,
- након операционих захвата на тетивама и зглобовима са циљем превенције контрактуре код пацијената са неуромускуларни болестима или церебралном парализом.
- када слабост мишића доводи до отежаног стајања и ходања.

Зависно од индикације, коју поставља лекар, ортоза може бити једнозглобна или двозглобна.

##### Ортозе за кук, колено, зглоб глежња и стопало
- ортоза; примењује се код неуромоторичких поремећаја са последичном слабошћу мишића карличног појаса и ногу. Постоји неколико типова ортозе: ортозе која омогућава само стајање, стајање и ходање и реципрочна ортоза. Реципрочном ортоза се примењује код особа са парапарезом, које имају контролу трупа и добру координацију. Зависно од индикације коју постави лекар ортоза може бити једнозглобна, двозглобна или трозглобна.

### Ортозе за кичмени стуб
- ортоза; се примењује код слабинске (лумбалне) и груднослабинске (торакослабинске) и грудне (торакалне) сколиозе (искривљености кичме до 45°. Врх кривине не сме бити виши од Th-6 (шестог грудног пршљена). CBW делује активно, пасивно и тродимензионално и коригујућа је деротацијска ортоза. Израђује се од високотемпературног термопластичног материјала, по гипсаном отиску.
- Ортозе за имобилизацију грудног и слабинскокрсног дела кичменог стуба; се примењује код спондилодезе и након прелома кичмених пршљенова. Израђује се од високотемпературног термопластичног материјала, по гипсаном отиску.

### Ортозе за грудни кош
- Ортозе за корекцију пектуса (кокошје груди) примењују се за корекцију деформитета „кокошје груди“, код особа у фази раста. Ако се ова ортоза примени у фази завршеног раста корекција ће изостати.

### Корективне ортозе
- Ноћне корективне шине; намењене су спречавању настанка контрактура зглобова или прогресији већ насталих контрактура и деформитета. Део су конзервативног лечења или се примењују након оперативних реконструкција тетива, најчешће код деце са неуромускуларни болестима. Користе се ноћу и нису намењене за ходање и друге дневне активности.

## Ортопротезе
Ортопротеза се састоји од протетичких и ортотичких делове. Служи за решавање великих скраћења доњих екстремитета која није могуће кориговати једноставним повишењем или ортопедским ципелама. Избор протетичких компоненти зависи од разлике у дужини у односу на здрави уд, а може се произвести у ендо или егзоскелетној техници зависно од стања мишића и очуваних зглобова. Уз протетичку компоненте у ортопротези се комбинују и ортотички зглобови и суспензије.